# 八卦力山
八卦力山，位於台灣苗栗縣獅潭鄉新店村、和興村與泰安鄉八卦村交界處的一座山峰，峰頂海拔1,001公尺，為加里山山脈八卦力山系的主峰。

## 地理

### 周邊山岳
以下為沿此山主要稜線分佈的周邊山岳：
- 沿東至1235峰轉西北轉北稜線：仙山、大窩山、崩山、神桌山
- 沿東至1235峰轉東稜線：加里山、鹿場大山
- 沿西南轉南稜線：十一份山、石壁山

周邊山岳尚有銃庫山（西北西側）、橫瀧山（東南側）。

### 源流河川
以下為發源於此山的河川：
- 大東勢溪（後龍溪水系老田寮溪支流）：發源於東北坡
- 十九份溪（後龍溪水系老田寮溪支流）：發源於西坡